# Forsebia aegrotata
Forsebia aegrotata là một loài bướm đêm trong họ Erebidae.